# Wallace Fernando Pereira
Wallace Fernando Pereira, conosciuto come Wallace (Cerquilho, 29 ottobre 1986), è un ex calciatore brasiliano, di ruolo difensore.

## Caratteristiche tecniche
Era uno specialista nel battere i calci piazzati.

## Carriera

### Club

#### Gli inizi
Wallace cominciò la carriera con la maglia del São Carlos. Passò poi ai moldavi dello Sheriff Tiraspol, con cui vinse due campionati, due supercoppa e una coppa nazionale.

#### Il passaggio al Fredrikstad
Prima dell'inizio del campionato 2008, Wallace fu acquistato dai norvegesi del Fredrikstad. Debuttò nella Tippeligaen il 30 marzo 2008, quando fu titolare nella sconfitta per 4-2 sul campo del Brann. Il 16 maggio dello stesso anno, segnò la prima rete, contribuendo al successo per 5-0 sullo Aalesund. Nel campionato successivo, il suo Fredrikstad retrocesse nell'Adeccoligaen, ma Wallace rimase in squadra fino a metà stagione.

#### Il trasferimento al Gent
Il 31 agosto 2010, il Fredrikstad comunicò la cessione del brasiliano ai belgi del Gent. L'11 settembre dello stesso anno, allora, Wallace esordì nella massima divisione belga, quando fu schierato titolare nel pareggio per 2-2 sul campo del Lierse.

## Statistiche

### Presenze e reti nei club
| Stagione                | Club                    | Campionato              | Campionato | Campionato | Coppe nazionali | Coppe nazionali | Coppe nazionali | Coppe continentali | Coppe continentali | Coppe continentali | Supercoppe | Supercoppe | Supercoppe | Totale | Totale |
| Stagione                | Club                    | Comp                    | Pres       | Reti       | Comp            | Pres            | Reti            | Comp               | Pres               | Reti               | Comp       | Pres       | Reti       | Pres   | Reti   |
| ----------------------- | ----------------------- | ----------------------- | ---------- | ---------- | --------------- | --------------- | --------------- | ------------------ | ------------------ | ------------------ | ---------- | ---------- | ---------- | ------ | ------ |
| 2005                    | São Carlos              | SD                      | ?          | ?          | CB              | ?               | ?               | -                  | -                  | -                  | -          | -          | -          | ?      | ?      |
| 2005-2006               | Sheriff Tiraspol        | DN                      | ?          | ?          | CM              | ?               | ?               | -                  | -                  | -                  | -          | -          | -          | ?      | ?      |
| 2006-2007               | Sheriff Tiraspol        | DN                      | ?          | ?          | CM              | ?               | ?               | -                  | -                  | -                  | -          | -          | -          | ?      | ?      |
| 2007-gen. 2008          | Sheriff Tiraspol        | DN                      | ?          | ?          | CM              | ?               | ?               | -                  | -                  | -                  | -          | -          | -          | ?      | ?      |
| Totale Sheriff Tiraspol | Totale Sheriff Tiraspol | Totale Sheriff Tiraspol | 80         | 7          |                 | ?               | ?               |                    | -                  | -                  |            | -          | -          | 80+    | 7+     |
| 2008                    | Fredrikstad             | T                       | 22         | 4          | CN              | 5               | 0               | -                  | -                  | -                  | -          | -          | -          | 27     | 4      |
| 2009                    | Fredrikstad             | T                       | 13         | 1          | CN              | 0               | 0               | -                  | -                  | -                  | -          | -          | -          | 13     | 1      |
| gen.-ago. 2010          | Fredrikstad             | A                       | 18         | 4          | CN              | 3               | 0               | -                  | -                  | -                  | -          | -          | -          | 21     | 4      |
| Totale Fredrikstad      | Totale Fredrikstad      | Totale Fredrikstad      | 53         | 9          |                 | 8               | 0               |                    | -                  | -                  |            | -          | -          | 61     | 9      |
| ago. 2010-2011          | Gent                    | D1                      | 22         | 0          | CB              | 6               | 0               | UEL                | 4                  | 1                  | -          | -          | -          | 32     | 1      |
| 2011-2012               | Gent                    | D1                      | 0          | 0          | CB              | ?               | ?               | -                  | -                  | -                  | -          | -          | -          | 0+     | 0+     |
| Totale Gent             | Totale Gent             | Totale Gent             | 22         | 0          |                 | 6+              | 0+              |                    | 4                  | 1                  |            | -          | -          | 32+    | 1+     |
| Totale                  | Totale                  | Totale                  | 155+       | 16+        |                 | 14+             | 0+              |                    | 4+                 | 1+                 |            | -          | -          | 173+   | 17+    |

## Palmarès

### Club

#### Competizioni nazionali
- Campionato moldavo: 2

Sheriff Tiraspol: 2005-2006, 2006-2007
- Cupa Moldovei: 2

Sheriff Tiraspol: 2005-2006
- Supercupa Moldovei: 2

Sheriff Tiraspol: 2005, 2007